# Легенда об Аанге: Последний маг воздуха
«Леге́нда об Аа́нге: После́дний маг во́здуха» (англ. The Legend of Aang: The Last Airbender) — будущий американский полнометражный анимационный фэнтезийный фильм 2026 года, разрабатываемый компанией Nickelodeon Movies и студией Avatar Studios. Является продолжением мультсериала «Аватар: Легенда об Аанге» (2005—2008) и первым проектом студии. Режиссёром выступит Лорен Монтгомери. В озвучивании персонажей примут участие Эрик Нам, Джессика Маттен, Роман Сарагоса, Дайонн Квон, Дейв Батиста и Стивен Ён.
Картина была анонсирована в феврале 2021 года одновременно с открытием Avatar Studios — дочерней студии компании Nickelodeon Movies, посвящённой созданию проектов, действие которых будет происходить во вселенной мультсериала «Аватар: Легенда об Аанге». В июне 2022 года Монтгомери была назначена режиссёром мультфильма. Основные актёры озвучивания были объявлены позже. Голоса для персонажей в сериале были изменены так, чтобы лучше соответствовать их этническому и расовому происхождению. В создании анимации принимали участие студии Flying Bark Productions и Studio Mir.
«Легенда об Аанге: Последний маг воздуха» выйдет в американский прокат 9 октября 2026 года.

## Сюжет
Действие мультфильма разворачивается спустя годы после событий мультсериала «Аватар: Легенда об Аанге» и расскажет о повзрослевших главных героях сериала.

## Роли озвучивают
- Эрик Нам[англ.] — Аанг[4];
- Джессика Маттен[англ.] — Катара[4];
- Роман Сарагоса — Сокка[4];
- Дайонн Квон — Тоф Бейфонг[4];
- Стивен Ён — Зуко[5].

Дейв Батиста исполнит злодейскую роль.

## Производство

### Разработка
В 2018 году компания Netflix объявила, что собирается начать работу над ремейком мультсериала «Аватар: Легенда об Аанге» (2005—2008), производство должно было начаться в 2019 году. Изначально создатели мультсериала Майкл Данте Димартино и Брайан Кониецко были назначены исполнительными продюсерами и шоураннерами картины. Однако в июне 2020 года они покинули проект из-за творческих разногласий. В том же году телеканал Nickelodeon получил права на оригинальные телесериалы «Легенда об Аанге» и «Легенда о Корре» (2012—2014), которые получили свою популярность благодаря Netflix. Этот успех побудил Nickelodeon снова начать сотрудничество с Кониецко и Димартино и рассмотреть новые возможности для совместных проектов.
В феврале 2021 года компания ViacomCBS объявила о создании нового подразделения под названием Avatar Studios. Это отдел Nickelodeon, который займётся созданием новых проектов по мультсериалам «Аватар: Легенда об Аанге» и «Легенда о Корре». Кониецко и Димартино выступят главными креативными руководителями студии. Также сообщалось, что первым проектом станет анимационный фильм для кинотеатров, который начнут разрабатывать в конце 2021 года. Продюсер оригинального сериала, Эрик Коулман, был назначен исполнительным продюсером фильма. Продюсерами также стали Брайан Кониецко, Майкл Данте Димартино, Латифа Уау и Мэриэнн Гаргер.
В июне 2022 года стало известно, что Лорен Монтгомери, которая работала художником-раскадровщиком в оригинальном сериале и была руководящим продюсером «Корры», будет режиссёром нового мультфильма. В июле 2022 года Джанет Варни, которая озвучивала Корру, заявила, что сюжет фильма будет связан с персонажами из оригинального сериала. В апреле 2023 года на презентации CinemaCon компания Paramount Pictures показала короткий обзор фильма, в котором подтвердили, что он расскажет уже о повзрослевших персонажах. В апреле 2024 года стало известно, что Уильям Мата выступит сорежиссёром картины вместе с Монтгомери. В апреле 2025 года было объявлено официальное название фильма — «Легенда об Аанге: Последний маг воздуха».

### Подбор актёров
На CinemaCon в апреле 2024 года компания Paramount объявила, что Эрик Нам озвучит Аанга, Джессика Маттен — Катару, Роман Сарагоса — Сокку, а Дайонн Квон — Тоф Бейфонг. Дейв Батиста озвучит нераскрытую злодейскую роль. В марте 2025 года стало известно, что Стивен Ён, который раньше озвучивал аватара Вана в «Легенде о Корре», также присоединился к актёрскому составу в неизвестной роли.
По словам Дженни Джу, которая занималась подбором актёров, решение о смене актёров было принято создателями сериала — Майклом Димартино и Брайаном Кониецко. Они решили выбрать актёров, которые лучше подходят по этническому и расовому происхождению к персонажам, чтобы показать культурные особенности мира «Аватара». Оригинальная актриса озвучивания Катары, Мэй Уитман, сказала, что хотя она ценит свой опыт, ей было интересно видеть новых актёров, которые лучше подходят для этих ролей. В июле 2025 года Майкл Димартино и Брайан Кониецко на Comic-Con International в Сан-Диего подтвердили, что Стивен Ён подарит голос Зуко — наследному принцу Народа Огня.

### Анимация и постпроизводство
В октябре 2022 года стало известно, что анимацию для фильма предоставит студия Flying Bark Productions из Сиднея (Австралия). В мае 2025 года стало известно, что ещё одна студия — Studio Mir из Сеула (Южная Корея), которая раньше работала над «Легендой о Корре», тоже будет заниматься анимацией для мультфильма. Мишель Менденхолл выступит монтажёром картины. В ней будет представлено сочетание рисованной анимации и компьютерной графики. Алексия Гейтс-Фоул, руководитель по производству Flying Bark, заявила, что работа над этим фильмом — это «мечта» для их студии, потому что многие сотрудники являются поклонниками франшизы.

## Премьера
«Легенда об Аанге: Последний маг воздуха» выйдет в кинотеатрах 9 октября 2026 года. Изначально мультфильм должен был выйти 10 октября 2025 года и 30 января 2026 года, но в итоге был отложен на октябрь 2026 года, взяв первоначальную дату безымянного сиквела картины «Черепашки-ниндзя: Погром мутантов» (2023). По данным журнала Animation Magazine, «неуказанные задержки в производстве рисованной анимации» привели к второму переносу даты релиза.